# 阿氏銼鱗魨
阿氏銼鱗魨為輻鰭魚綱魨形目鱗魨亞目鱗魨科的其中一種，為熱帶海水魚，分布於西印度洋的紅海及阿曼灣海域，棲息深度約150公尺，本魚體呈長菱形，尾柄短，口端位，眼睛橙色，體色上面是棕褐色，下面是白色，眼睛至胸奇蹟部各有一條黑色和黃色橫帶，並鑲有藍色邊，吻部黃色，從吻部至胸鰭基部有一深褐色縱帶，近臀鰭基部有一橙色斑塊，斑塊內有一黑點，第一背鰭淡黃色，背鰭基部有深褐色斑塊，尾鰭截形，尾柄處有3縱列不規則黑色突起，體長可達30公分，棲息在水淺的沙地及珊瑚礁碎石區，以底棲無脊椎動物為食，生活習性不明。